# Bob Kula
Robert Kula (24 agosto 1967) è un ex giocatore di football americano statunitense che ha militato nel ruolo di offensive tackle nella World League of American Football (WLAF).

## Carriera
Kula fu scelto nel corso del settimo giro (175º assoluto) del Draft NFL 1990 dai Seattle Seahawks. Tuttavia non giocò mai nella National Football League ma disputò due annate con i Montreal Machine della World League of American Football nel 1991 e 1992.